# Frente Democrático del Pueblo
El Frente Democrático del Pueblo (FDP) es una organización política peruana de extrema izquierda conformada por exintegrantes de la organización terrorista Movimiento Revolucionario Túpac Amaru (MRTA) y simpatizantes. El FDP está dirigido por Luis Gordon Iglesias, quien estuvo preso por el delito de terrorismo; Bernardo Roque, coordinador de Revista Túpac Amaru y Gabriel Vásquez. Sus integrantes profesan el marxismo-leninismo, además de demostrar admiración por las ideas del "Che" Guevara y a la figura de Túpac Amaru II.
El FDP ha reivindicado las acciones y figuras del MRTA. El 17 de diciembre del 2016, el FDP junto al colectivo Izquierda Guevarista de Chile rindió homenaje a los terroristas que murieron durante la Operación Chavín de Huántar. El 24 de abril del 2017 el FDP rindió homenaje a Néstor Cerpa Cartolini. Durante las elecciones presidenciales del 2021, el FDP anunció su apoyo a la candidatura de Pedro Castillo.